# Tejidos Kongo

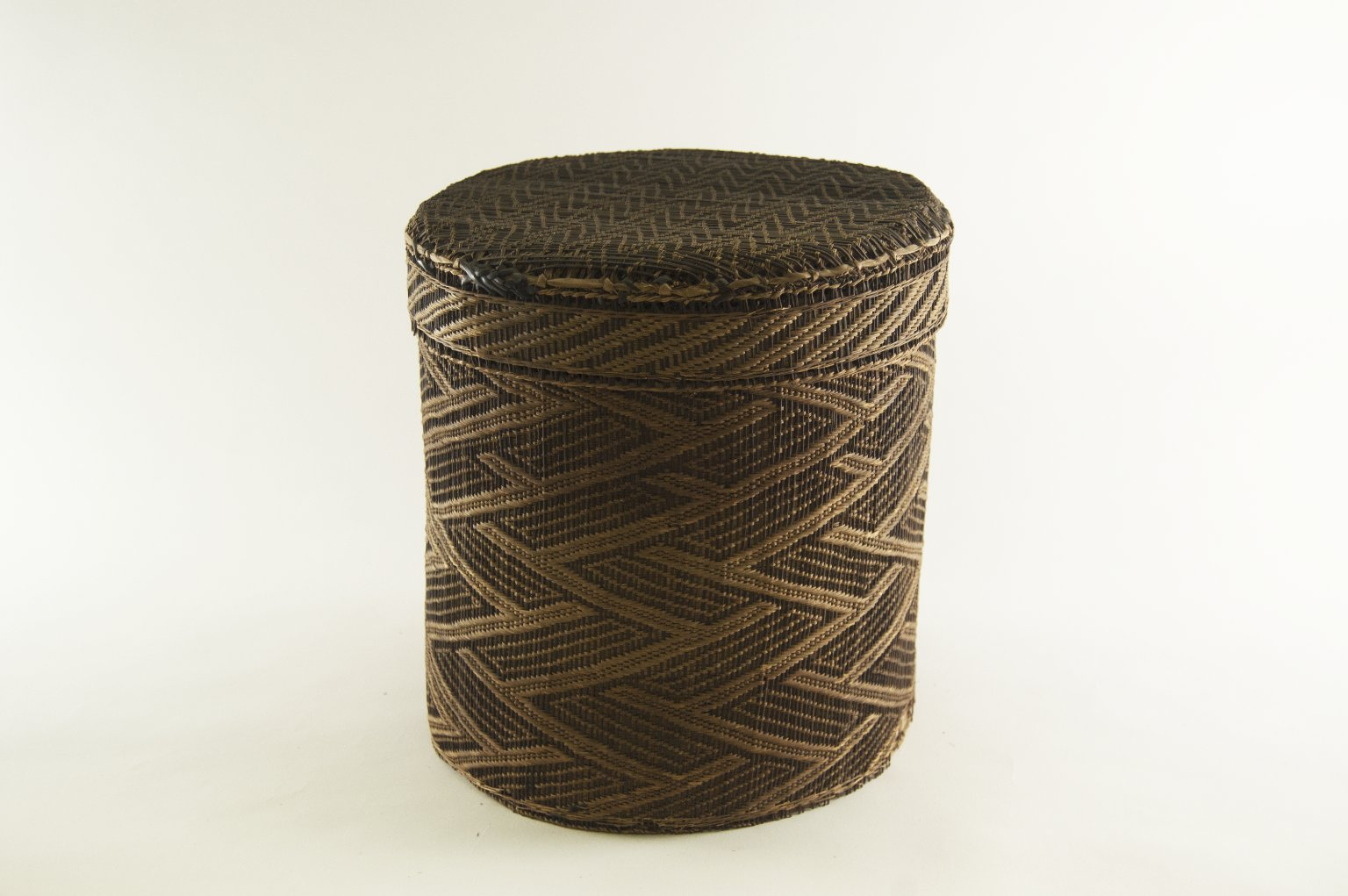
Gran cesta redonda con tapa, de la colección del Museo de Brooklyn.

Los tejidos Kongo eran las artes tejidas emblemáticas de la realeza y la nobleza en el Reino del Congo. El grueso filamento despojado de las hojas de la palmera de rafia sirvió de base a las artes de estos tejidos. El material impuso restricciones que fueron superadas para producir formatos y estructuras textiles variadas e ingeniosas.

## Mpu o Ngunda gorros de la nobleza

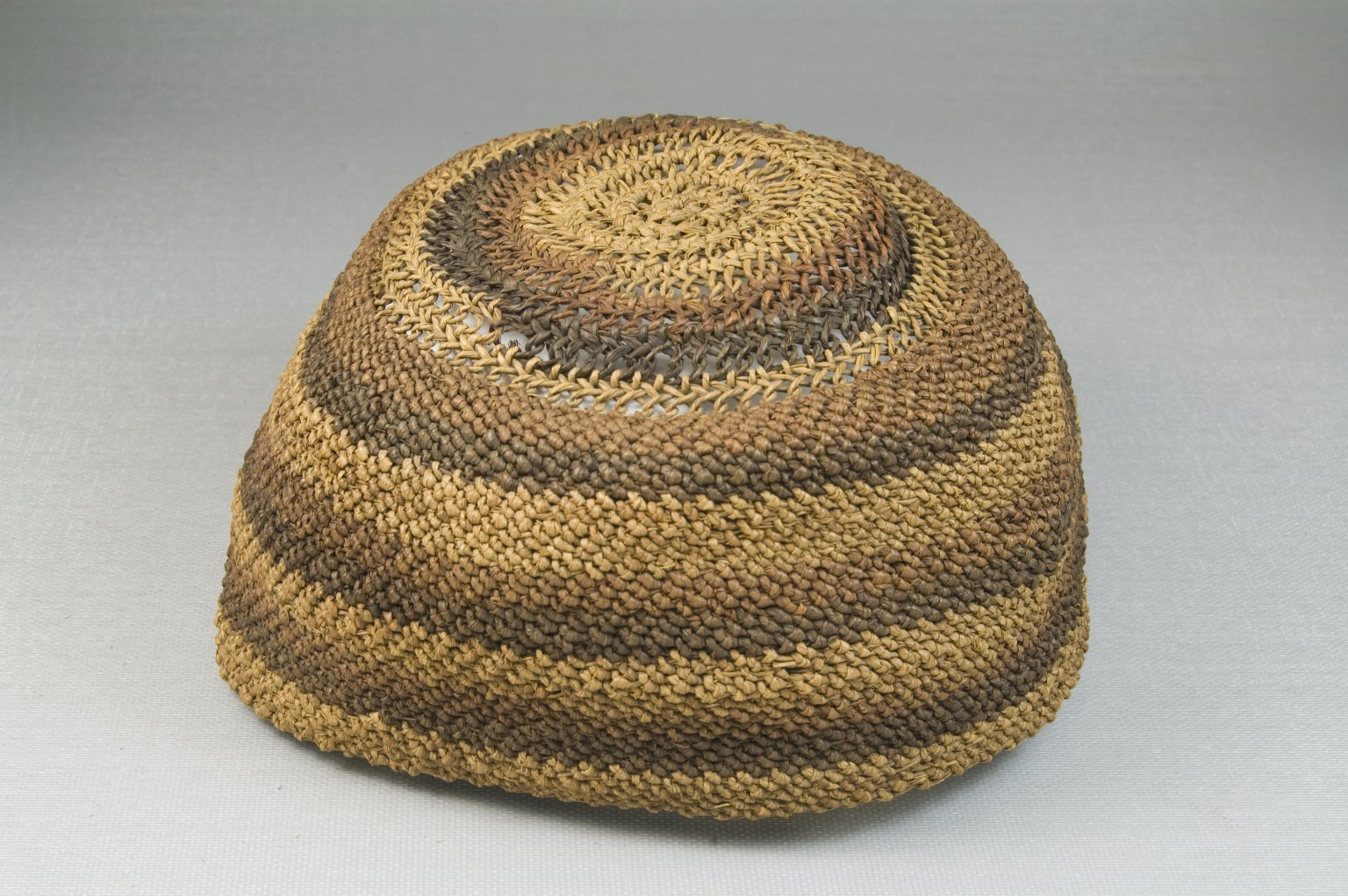
Mpu, de la colección del Museo de Brooklyn.

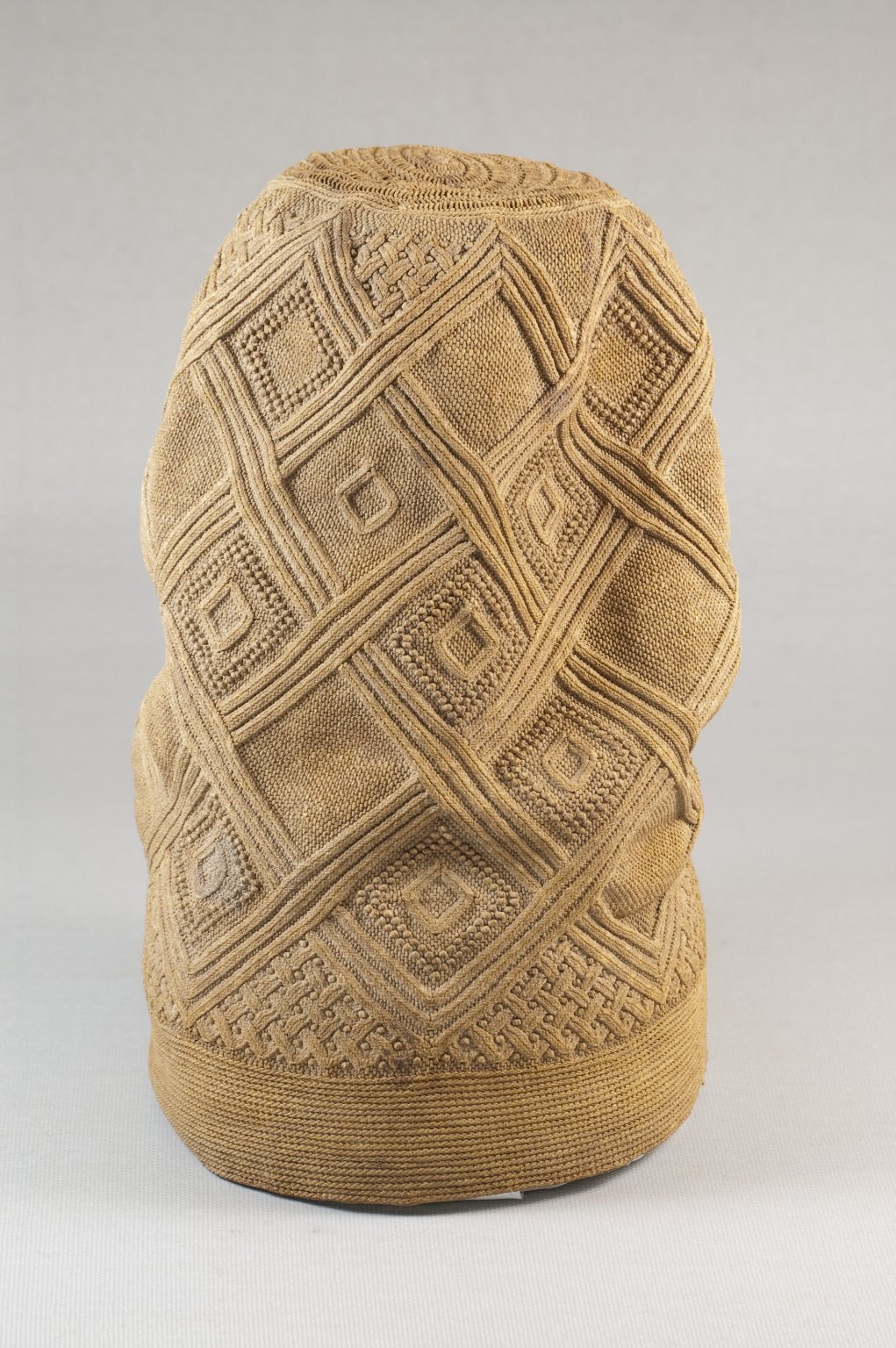
Mpu Ngola, de la colección del Museo de Brooklyn.

La mpu era una gorra anudada flexible de rafia dorada o fibra de piña y un componente vital de la indumentaria del jefe, que también incluía una túnica de malla kinzembe, una bolsa con una correa de hombro tejida, una bolsa de magia para contener amuletos, una cesta de relicarios, una campana doble, y un taburete.
Para los kongo, vili, yombe, mbundu y pueblos afines del norte de Angola y de la región antes conocida como Bajo Congo, la mpu significaba la autoridad investida en una persona elegida para un cargo de liderazgo sagrado. Moraga escribe que «también era un potente símbolo cosmológico que conectaba al jefe (mfumu), al grupo familiar y a la aldea con el mítico lugar de origen del ancestro deificado, así como con un dominio territorial relativo (nsi)».
Hay varios tipos de sombreros de mpu. El ngunda (raíz de ngu, que significa madre) es un estilo abovedado no estructurado decorado con motivos de alto relieve que fue otorgado a los nuevos jefes durante los ritos de investidura. La ngola es una gorra cónica más alta usada por los líderes supremos del reino del Congo.
Casi todos estos artículos están construidos en forma de espiral, empezando desde el centro de la gorra hasta el borde de la misma. Las mpu fueron diseñadas para cubrir la parte superior de la cabeza que es espiritualmente vulnerable. Los congoleños usaban el término nzita para expresar su creencia de que el cabello crecía en un patrón circular en este lugar. Según Moraga, «los cuerpos superiores de las gorras se trabajan típicamente con un patrón de celosía en espiral o calado que difiere de los diseños geométricos entrelazados en los lados, como para imitar los verticilos del cabello, al tiempo que acentúa la extraordinaria protección que proporcionan los sombreros o gorras.»

## Kinzembe del jefe
La Kinzembe es una túnica calada hecha de fibra de rafia; es única entre las prendas ceremoniales de centroafricanass por tener una cronología rastreable que abarca varios cientos de años y por el hecho de que puede vincularse con una figura histórica específica. Enmanuele Ne Vunda fue un embajador del Congo ante la Santa Sede que murió en 1608, poco después de llegar a Roma, y está representado usando una Kinzembe en un busto conmemorativo encargado por el papa Paulo V después de la muerte de Ne Vunda.
En 1688 en Angola, el sacerdote capuchino Girolamo Merolla escribió la siguiente descripción de una Kinzembe: «Los señores tiene una especie de prenda de paja sobre los hombros, que llega hasta sus pies, curiosamente trabajado, los brazos salen por dos ranuras, y termina en dos borlas que cuelgan del lado derecho. Sobre sus extremidades inferiores tienen una especie de cincha de tela, que por un lado cuelga hasta el suelo».

## Canastas
Las canastas o cestas Kongo eran una muestra de prestigio y riqueza. Fueron dados como regalo a personas notables y extranjeras, así como también usados por los ricos y la élite. Estas canastas a menudo contenían bienes de prestigio de gran prestigio que se le daban al rey, y también tenían un lugar prominente en la práctica ritual y la creencia de los pueblos kongo.
Las cestas Kongo se fabricaban con lados de fibra de rafia estampados en sarga sobre una estructura interior sólida de madera o corteza. Las configuraciones dinámicas de las cestas de zigzag, diamantes y galones surgen naturalmente de una técnica de sarga o trenzado que utiliza fibras de rafia muertas o naturales. Evolucionaron en patrones culturalmente significativos, que se tradujeron en otros medios, como las terracotas funerarias.

## Paralelismos con tejidos Kuba
Aunque separadas por el tiempo y la geografía, hay muchos paralelismos entre las tradiciones textiles Kongo y Kuba. Tanto el arte kongo como el kuba florecieron dentro de una estructura jerárquica y cortesana, y cada sociedad otorgó un alto valor a las artes de la ceremonia, al adorno personal y la exhibición. También tenían en común el uso de la fibra de rafia como base de sus artes del tejido. Kongo y Kuba también comparten muchos motivos geométricos, signos sagrados, insignias simbólicas y tipos de textiles y vestimentas de prestigio, así como técnicas de fabricación-